# Diagora (métro de Toulouse)
Pour les articles homonymes, voir Diagora.
Diagora est le nom d'une future station du métro de Toulouse, située sur la commune de Labège, au sud-est de Toulouse. Elle sera située sur la ligne C du métro de Toulouse, future troisième ligne du réseau toulousain. Sa mise en service est prévue pour 2028, après des travaux devant débuter en 2022.

## Historique
La station remplace les stations Innopôle-SNCF et Diagora envisagées dans le projet du prolongement de la ligne B, le tronçon Aerospace Campus - Labège Gare de la troisième ligne de métro ayant remplacé le projet en 2015-2016,,.

## Caractéristiques
La station se situera dans le quartier d'Enova à Labège et sera normalement aérienne. Elle sera à proximité de l'espace de congrès et d'exposition Diagora, ainsi que le cinéma Pathé sera situé à proximité et ses nombreux restaurants alentour.
Elle se situera sur l'ancien site de Sanofi, et fera l'objet d'association avec une aire de dépose-minute, de stationnements pour les vélos et d'une aire de stationnement visant à favoriser les modes de transports alternatifs. 

## Construction
Comme l'ensemble de la ligne C du métro de Toulouse, les travaux sur la station devraient débuter en 2022, pour une mise en service en 2028.

## Aménagement culturel
La station accueillera une œuvre de Sowat / Lek.